# Johann Ernst Neubauer
Johann Ernst Neubauer (*  1742 in Gießen; † 30. Januar 1777 in Jena) war ein deutscher Arzt und Anatom.

## Leben und Wirken
Johann Ernst Neubauer studierte anfangs Sprachen, Mathematik und Zeichenkunst. In Straßburg wandte er sich unter Johann Friedrich Lobstein der Anatomie zu. 1767 kehrte Neubauer nach Gießen zurück und wurde zum Doktor der Medizin promoviert. Ernst Gottfried Baldinger berief ihn nach Jena, um die Vertretung des erkrankten Anatomieprofessors Karl Friedrich Kaltschmied zu übernehmen. Eine eigene Erkrankung Neubauers verzögerte seine Übersiedlung nach Jena bis nach Ostern 1770. Nach dem Tod von Kaltschmied wurde er im Herbst zum ordentlichen Professor für Anatomie berufen, konnte jedoch seine Lehrtätigkeit auf Grund weiterer Lungenblutungen erst 1772 aufnehmen. Bereits fünf Jahre später erlag Neubauer seiner Krankheit. Im Jahr 1770 wurde er zum Mitglied der Leopoldina gewählt.

## Schriften
- Dissertatio inauguralis anatomica de tunicis vaginalibus testis et funiculi spermatici… Gießen 1767. - Dissertation
- Observationem anatomico-chirurgicam de epiploo-oscheocele… Jena 1770.
- Descriptio anatomica nervorum cardiacorum sectio prima de nervo intercostali cervicali… 1772.
- Observationem anatomicam rariorem de triplici nympharum ordine describit simulque… Jena 1774.
- Opera anatomica collecta. Frankfurt/Leipzig 1786.